# Kolovrat (Słowenia)
Kolovrat – wieś w Słowenii, w gminie Zagorje ob Savi. W 2018 roku liczyła 154 mieszkańców.